# Pere II el Gran al coll de Panissars
Pere II el Gran al coll de Panissars és una obra d'art de Bartomeu Ribó pintada cap al 1866 i exposada actualment al Museu d'Història de Catalunya. L'obra, de la que se n'havia perdut el rastre, va ser localitzada en una casa de subhastes de Madrid. La Generalitat de Catalunya la va adquirir el 2011 i dipositar al Museu d'Història de Catalunya, on va entrar a formar part de la seva col·lecció permanent.

## Descripció
La pintura presenta un dels fets històrics esdevinguts durant ell regnat de Pere II el Gran: La batalla del coll de Panissars, que va posar punt final a la Croada contra la Corona d'Aragó a Catalunya amb la derrota de l'exèrcit francès.
La batalla del Coll de Panissars fou el conflicte que va posar punt final a la croada declarada pel papa Martí IV l'any 1283 contra Pere II el Gran per la seva intervenció en els afers sicilians. L'exèrcit croat, format per tropes del Regne de França, del Regne de Mallorca i de la República de Gènova va ser durament atacat per les tropes de Pere II el Gran mentre disposaven la seva retirada pel nord dels Pirineus, després d'haver estat derrotats davant les costes de l'Empordà per l'exèrcit català.
L'escena de l'obra recull el moment en què el rei Pere II el Gran, en un gest de magnanimitat vers els vençuts, ordena als almogàvers que aturin els atacs per deixar passar el rei francès, Felip l'Ardit, que moribund, es bat en retirada amb les restes del seu exèrcit camí cap a França. Amb la imatge del Cadí al fons, el rei Pere II el Gran apareix en primer pla a cavall, acompanyat de les seves tropes, que contemplen com s'allunya l'exèrcit enemic.
El cavall trepitja un estendard esquinçat, amb la flor de lis, pertanyent a l'exèrcit vençut. Al costat esquerre de l'escena se situa el grup d'almogàvers, amb la seva singular indumentària: camisa, polaines, avarques i sarró.

## Context històric
La pintura històrica va ser un gènere molt difós a partir dels anys quaranta del segle xix a Catalunya, fruit del projecte de recuperació de la identitat cultural i nacional impulsada pel moviment de la Renaixença catalana. Els intel·lectuals d'aquest moviment, d'arrel romàntica, reivindiquen el passat medieval com el moment històric en què Catalunya havia gaudit d'una real personalitat política. La figura de Pere II el Gran serà objecte de veneració pel fet de representar la consolidació de l'expansió territorial iniciada pel seu pare Jaume I, i l'enfortiment de les institucions de govern: les Corts i el Consell de Cent.

## Altres versions

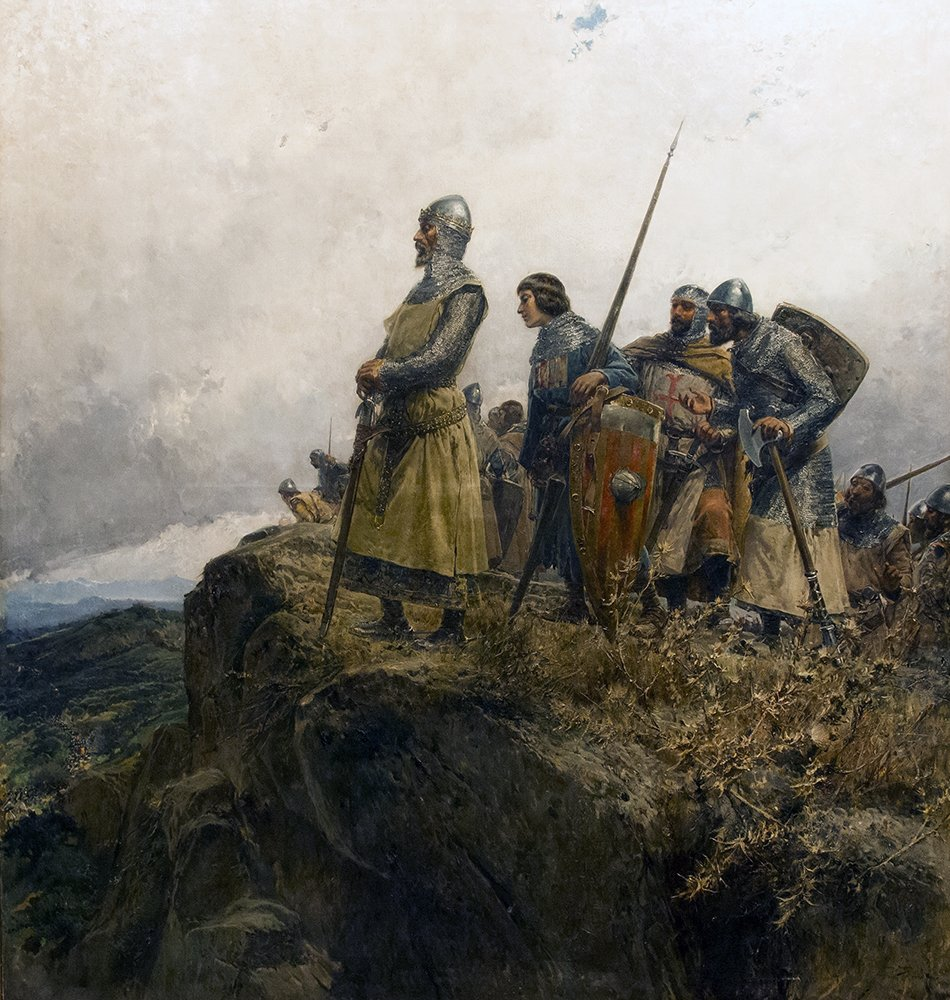
Pere el Gran al coll de Panissars vist per Mariano Barbasán.

D'aquesta pintura va sortir el gravat d'Antoni Roca sobre aquest episodi que figura a la il·lustració de la Història de Catalunya y de la Corona d'Aragó de Víctor Balaguer.
El pintor Mariano Barbasán també va pintar una obra amb aquesta temàtica el 1889.